# Ludwig Dringenberg
Ludwig Dringenberg (né probablement en 1410 à Dringenberg, dans la principauté épiscopale de Paderborn ; décédé en 1477 à Sélestat en Alsace) était un religieux allemand, pédagogue et humaniste.
Dringenberg naquit à Dringenberg en Westphalie. Il fréquenta vraisemblablement une école des Frères de la vie commune, appelée aussi Hieronymusschule installée dans le cloître de Böddeken. Il commença ses études à Heidelberg en 1430.
En 1441, l'énergique curé de Sélestat, Jean de Westhausen (ou de Westhus) et le Magistrat de cette ville étaient à la recherche d'un nouveau maître pour leur école latine. Plusieurs jeunes gens, issus des meilleures familles de Sélestat, étudiaient alors à l'université de Heidelberg (il n'en existait pas encore à Strasbourg), où ils s'étaient liés d'amitié avec un jeune prêtre du diocèse de Paderborn (Rhénanie du Nord-Westphalie) qui, après avoir suivi l'enseignement des frères de la vie commune, était devenu en 1432 maître-ès-arts de l'université de Heidelberg. Grâce à la recommandation de ces jeunes patriciens, Louis Dringenberg fut nommé recteur de l'école latine de Sélestat. L'un de ses élèves, Jacques Wimpfeling, lui rendit ce témoignage : "il a travaillé comme un apôtre à la formation de la jeunesse; l'Alsace lui doit une bonne part de sa culture."
Son principal mérite fut de simplifier les méthodes et de faciliter l'étude de la grammaire en la débarrassant de commentaires lourds et superflus. Pour l'aider dans sa besogne, Dringenberg avait comme coadjuteur un nommé Thierry de Rhinau, né à Sélestat dans le premier quart du XVè siècle et qui, avant de revenir dans sa ville natale pour y tenir cet emploi, avait fait ses études à Erfurth où il avait acquis le grade de bachelier-ès-arts.
Dringenberg restera à ce poste durant 36 ans et fut un initiateur de méthodes pédagogiques innovantes et il assumera son ministère avec la plus grande rigueur.
Il légua à la bibliothèque paroissiale, entre autres, deux manuscrits contenant chacun le "De Consolatione Philosophiae" de Boèce (Boethius), et un incunable, le "Livre des Sentences" de Pierre Lombard. Les trois volumes sont aujourd'hui conservés à la Bibliothèque Humaniste de Sélestat, et portent la mention "Liber magistri Ludovici Dringenberg".

## Source
- (de) Cet article est partiellement ou en totalité issu de l’article de Wikipédia en allemand intitulé « Ludwig Dringenberg » (voir la liste des auteurs).
- Paul Adam, L'humanisme à Sélestat, Roma, arti Grafiche, 2001, 6e éd. (ISBN 2-9508256-2-1).
- A. Dorlan, Histoire architecturale et anecdotique de Sélestat, t. 1, 2003, 1re réédition éd. (ISBN 2-84373-270-0).